# Geissorhiza tricolor
Geissorhiza tricolor är en irisväxtart som beskrevs av Peter Goldblatt och John Charles Manning. Geissorhiza tricolor ingår i släktet Geissorhiza och familjen irisväxter. Inga underarter finns listade i Catalogue of Life.